# Barneville-sur-Seine
Pour les articles homonymes, voir Barneville.
Barneville-sur-Seine est une commune française située dans le département de l'Eure, en région Normandie.

## Géographie

### Localisation
|           | Jumièges (Seine-Maritime), Le Mesnil-sous-Jumièges (Seine-Maritime) | Yville-sur-Seine (Seine-Maritime) |
| Le Landin | Barneville-sur-Seine                                                | Mauny (Seine-Maritime)            |
|           | Honguemare-Guenouville, Bosgouet, La Trinité-de-Thouberville        |                                   |

### Hydrographie
La commune est située dans le bassin Seine-Normandie. Elle est drainée par la Seine, qui constitue la limite communale nord,.

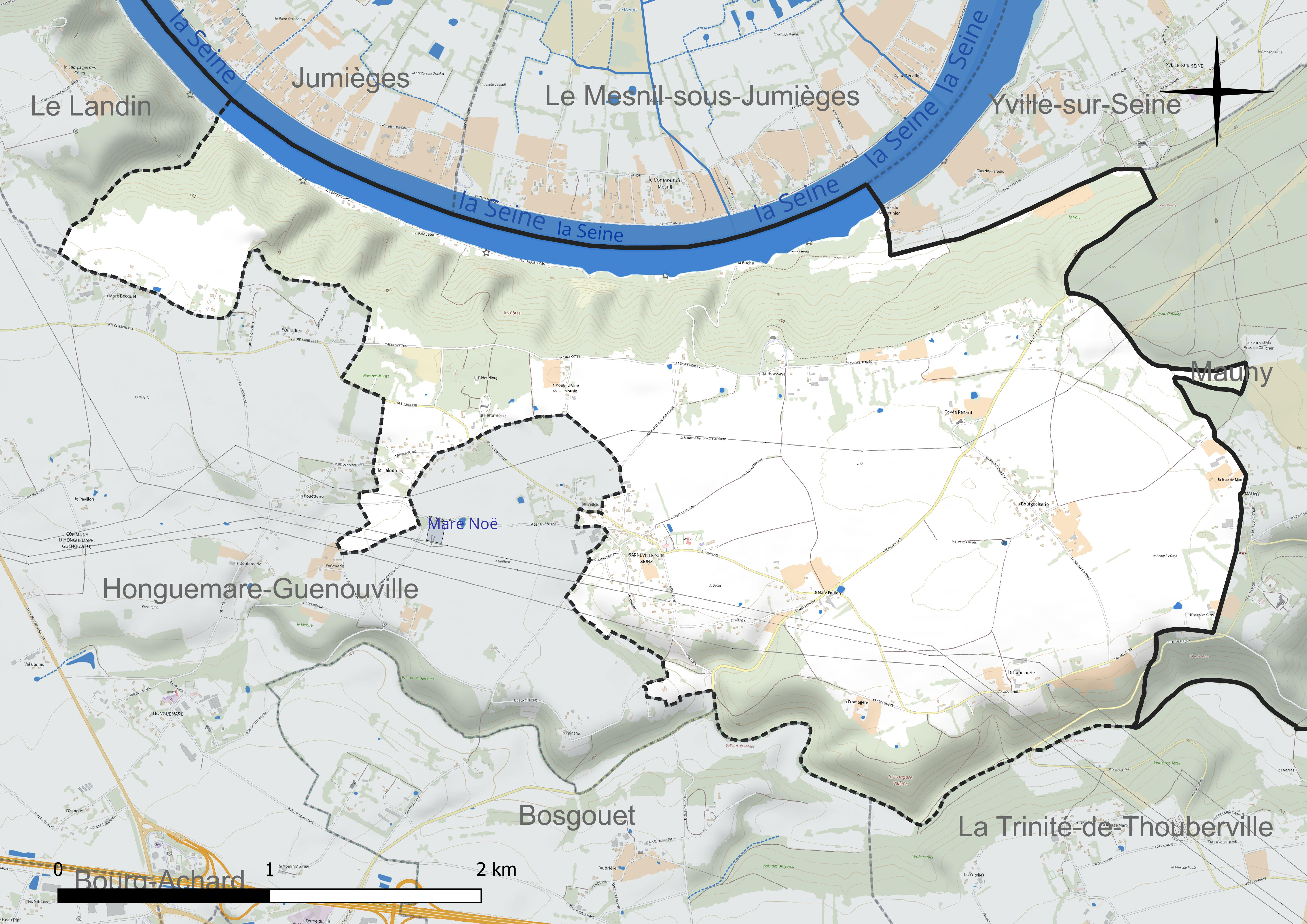
Réseau hydrographique de Barneville-sur-Seine.

### Climat
Pour des articles plus généraux, voir Climat de la Normandie et Climat de l'Eure.
En 2010, le climat de la commune est de type climat océanique dégradé des plaines du Centre et du Nord, selon une étude du CNRS s'appuyant sur une série de données couvrant la période 1971-2000. En 2020, Météo-France publie une typologie des climats de la France métropolitaine dans laquelle la commune est exposée à un climat océanique et est dans la région climatique  Côtes de la Manche orientale, caractérisée par un faible ensoleillement (1 550 h/an) ; forte humidité de l’air (plus de 20 h/jour avec humidité relative > 80 % en hiver), vents forts fréquents. Parallèlement le GIEC normand, un groupe régional d’experts sur le climat, différencie quant à lui, dans une étude de 2020, trois grands types de climats pour la région Normandie, nuancés à une échelle plus fine par les facteurs géographiques locaux. La commune est, selon ce zonage, exposée à un « climat contrasté des collines », correspondant au Pays d’Auge, Lieuvin et Roumois, moins directement soumis aux flux océaniques et connaissant toutefois des précipitations assez marquées en raison des reliefs collinaires qui favorisent leur formation.
Pour la période 1971-2000, la température annuelle moyenne est de 10,4 °C, avec  une amplitude thermique annuelle de 13,6 °C. Le cumul annuel moyen de précipitations est de 836 mm, avec 12,8 jours de précipitations en janvier et 8,8 jours en juillet. Pour la période 1991-2020, la température moyenne annuelle observée sur la station météorologique la plus proche, située sur la commune de Jumièges à 6 km à vol d'oiseau, est de 12,2 °C et le cumul annuel moyen de précipitations est de 843,5 mm,. Pour l'avenir, les paramètres climatiques de la commune estimés pour 2050 selon différents scénarios d’émission de gaz à effet de serre sont consultables sur un site dédié publié par Météo-France en novembre 2022.

### Milieux naturels et biodiversité
La commune fait partie du parc naturel régional des Boucles de la Seine normande.

## Urbanisme

### Typologie
Au 1er janvier 2024, Barneville-sur-Seine est catégorisée commune rurale à habitat dispersé, selon la nouvelle grille communale de densité à 7 niveaux définie par l'Insee en 2022.
Elle est située hors unité urbaine. Par ailleurs la commune fait partie de l'aire d'attraction de Rouen, dont elle est une commune de la couronne,. Cette aire, qui regroupe 317 communes, est catégorisée dans les aires de 200 000 à moins de 700 000 habitants,.

### Occupation des sols
L'occupation des sols de la commune, telle qu'elle ressort de la base de données européenne d’occupation biophysique des sols Corine Land Cover (CLC), est marquée par l'importance des territoires agricoles (60,1 % en 2018), en diminution par rapport à 1990 (61,9 %). La répartition détaillée en 2018 est la suivante : 
forêts (32 %), terres arables (29,4 %), zones agricoles hétérogènes (15,6 %), prairies (15,1 %), eaux continentales (4,1 %), zones urbanisées (3,8 %). L'évolution de l’occupation des sols de la commune et de ses infrastructures peut être observée sur les différentes représentations cartographiques du territoire : la carte de Cassini (XVIIIe siècle), la carte d'état-major (1820-1866) et les cartes ou photos aériennes de l'IGN pour la période actuelle (1950 à aujourd'hui).

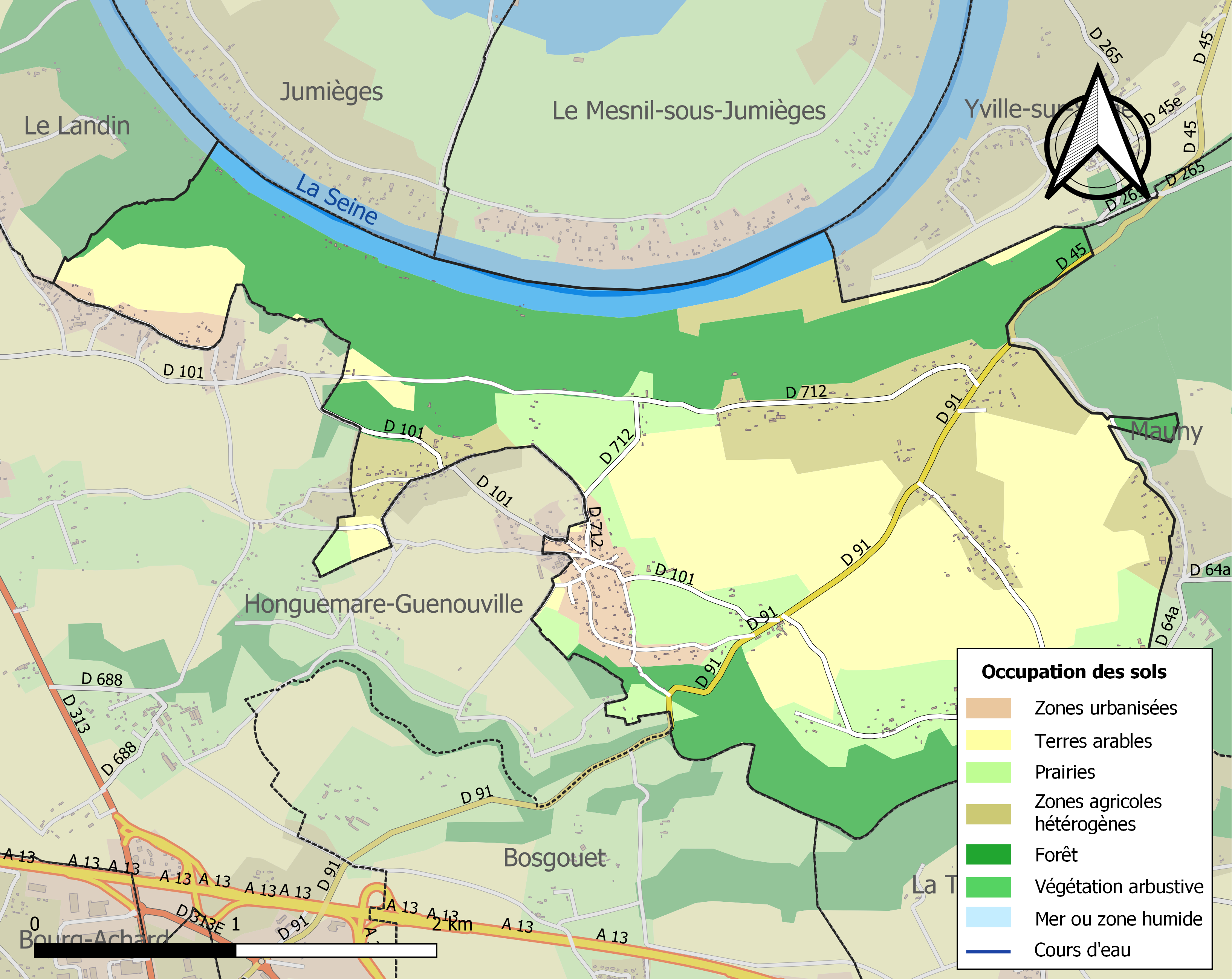
Carte des infrastructures et de l'occupation des sols de la commune en 2018 (CLC).

## Toponymie
Le nom de la localité est attesté sous la forme Barnevilla en 1078, Barneville sur Seine en 1793.
La « ville de Barni », nom de personne scandinave, formation homonyme de Barneville-Carteret (Manche).
Barneville est riveraine de la Seine.

## Histoire
Les tuileries de Barneville étaient célèbres dès le XIVe siècle[réf. nécessaire].
Présence d'un maquis de Francs-tireurs et partisans en août 1943.
À Barneville-sur-Seine est organisé, le 3 mai 2023, le rassemblement annuel des confréries de charité de l'Eure, en présence de l'évêque d'Évreux, Mgr Christian Nourrichard et avec la participation de quelque 400 charitons.

## Politique et administration
| Période                                  | Période  | Identité          | Étiquette | Qualité  |
| ---------------------------------------- | -------- | ----------------- | --------- | -------- |
| 1837                                     |          | Pierre Dehayes    |           |          |
| Les données manquantes sont à compléter. |          |                   |           |          |
| vers 1900                                |          | Soudet            |           |          |
| Les données manquantes sont à compléter. |          |                   |           |          |
| avant 1995                               | 2014     | Mme Claude Dumont | DVD       |          |
| mars 2014                                | En cours | M. José Maurice   | DVD       | Retraité |

## Démographie
L'évolution du nombre d'habitants est connue à travers les recensements de la population effectués dans la commune depuis 1793. Pour les communes de moins de 10 000 habitants, une enquête de recensement portant sur toute la population est réalisée tous les cinq ans, les populations de référence des années intermédiaires étant quant à elles estimées par interpolation ou extrapolation. Pour la commune, le premier recensement exhaustif entrant dans le cadre du nouveau dispositif a été réalisé en 2008.
En 2022, la commune comptait 530 habitants, en évolution de +4,74 % par rapport à 2016 (Eure : −0,25 %, France hors Mayotte : +2,11 %).
| 1793 | 1800 | 1806 | 1821 | 1831 | 1836 | 1841 | 1846 | 1851 |
| ---- | ---- | ---- | ---- | ---- | ---- | ---- | ---- | ---- |
| 840  | 790  | 680  | 739  | 749  | 821  | 880  | 815  | 766  |

| 1856 | 1861 | 1866 | 1872 | 1876 | 1881 | 1886 | 1891 | 1896 |
| ---- | ---- | ---- | ---- | ---- | ---- | ---- | ---- | ---- |
| 720  | 681  | 644  | 593  | 570  | 484  | 497  | 468  | 409  |

| 1901 | 1906 | 1911 | 1921 | 1926 | 1931 | 1936 | 1946 | 1954 |
| ---- | ---- | ---- | ---- | ---- | ---- | ---- | ---- | ---- |
| 411  | 400  | 352  | 311  | 307  | 279  | 281  | 308  | 341  |

| 1962 | 1968 | 1975 | 1982 | 1990 | 1999 | 2006 | 2008 | 2013 |
| ---- | ---- | ---- | ---- | ---- | ---- | ---- | ---- | ---- |
| 330  | 328  | 340  | 419  | 427  | 411  | 455  | 468  | 486  |

| 2018 | 2022 | - | - | - | - | - | - | - |
| ---- | ---- | - | - | - | - | - | - | - |
| 516  | 530  | - | - | - | - | - | - | - |

## Culture locale et patrimoine

### Lieux et monuments
- Barneville-sur-Seine est une étape du pèlerinage du mont Saint-Michel (Itinéraire culturel du Conseil de l'Europe) sur le chemin venant d'Amiens par Rouen et Canteleu.
- Château de La Houssaye .
- Le parc à gibier du château d'Yville est inscrit en totalité au titre des monuments historiques  Inscrit MH (2002)[21].
- Église Notre-Dame[22].
- Monument évoquant le souvenir des maquisards élevé à l'entrée de la marnière le 15 septembre 1946[23].

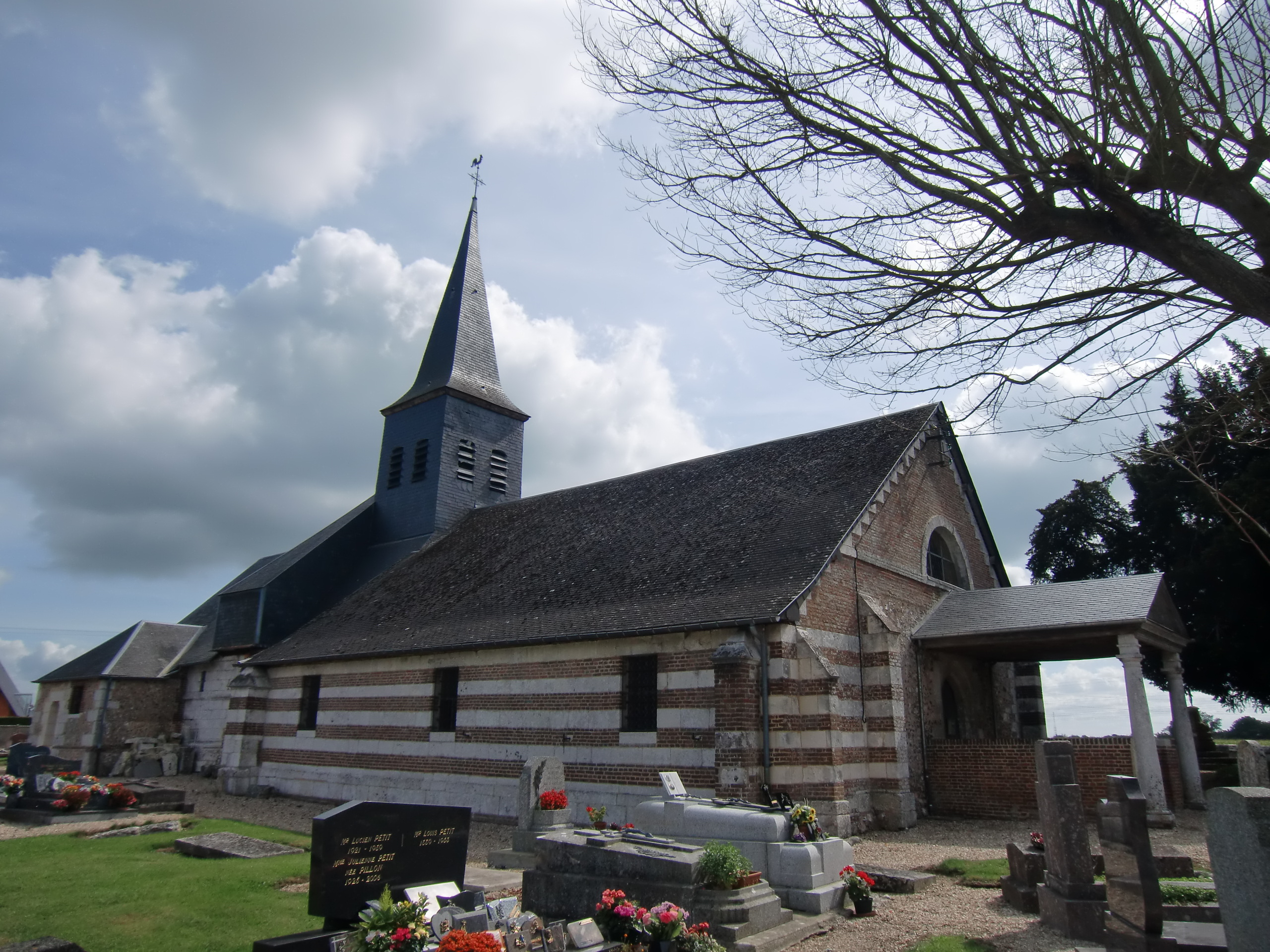
Église paroissiale.

### Personnalités liées à la commune
- Paul David Roussel (né à Barneville en 1770 - 23 novembre 1830), chevalier de la Légion d'honneur du 12 mars 1814[24], présent à Waterloo où il est blessé.

### Patrimoine naturel
La commune fait partie du réseau Natura 2000 au titre des Boucles de la Seine aval.
- « Marnière, dite grotte du maquis de Barneville », notice no IA27001657, sur la plateforme ouverte du patrimoine, base Mérimée, ministère français de la Culture